# لامیدی اولوناده فاکیه
لامیدی اولوناده فاکِـیه (ایگبو: Lamidi Olonade Fakeye‏ ۱۹۲۵ – ۲۵ دسامبر ۲۰۰۹) مجسمه‌ساز اهل نیجریه بود.

## پیشینه
او مجسمه‌سازی را زیر نظر پدرش فراگرفت و از سال ۱۹۴۹ شاگرد یکی از استادان برجستهٔ این رشته به نام «جرج بارمیدله آرووُگون» شد.

## زندگی حرفه‌ای
وی از سال ۱۹۵۵ معلم هنر در مدرسه‌ای در لاگوس شد و نخستین نمایشگاه انفرادی‌اش در سال ۱۹۶۰ در شورای فرهنگی بریتانیا در نیجریه برگزار شد. او از سال ۱۹۶۲ هنرمندِ مقیمِ دانشگاه میشیگان غربی در کالامزو، میشیگان شد و در سال ۱۹۶۴ به عنوان رئیس «انجمن هنرمندان حرفه ای نیجریه» منصوب گردید. در همین سال، نمایشگاهی از آثارش در آژانس اطلاعات ایالات متحده برگزار شد. در سال ۱۹۷۱ نمایشگاهی از کنده‌کاری‌های روی چوب متعلق به سه نسل از خانوادهٔ در شهر ایبادان برپا شد. او در سال ۱۹۷۸ مدرس دانشکده هنر دانشگاه ایل-ایفی در شهر ایفی شد. در سال ۱۹۸۹، او به عنوان هنرمند در تعدادی از دانشگاه‌ها در شهرهایی همچون کلیولند و پیتسبرگ خدمت کرد. او در سال ۱۹۶۳ خودزندگی‌نامه‌ای  منتشر کرد و یک نمایشگاه گذشته‌نگر از آثارش در هُپ کالج در هلند، میشیگان برپا داشت. یک نمایشگاه دیگر از تمام آثار او در سال ۱۹۹۹ در مؤسسه اسمیتسونین برگزار شد و امروزه برخی از آثار هنری او توسط «استودیو هنر و طراحی ژوفریم» نگهداری می‌شود.

## جوایز
لامیدی اولوناده فاکِـیه در سال ۱۹۸۹ برندهٔ «جایزهٔ ویژهٔ شایستگی» ایالت اویو شد و یونسکو وی را در سال ۲۰۰۸ «گنجینه انسانی زنده» نامید. 

## مرگ
او در سال ۲۰۰۹ به‌دنبال عوارض ناشی از جراحی سرطان پروستات درگذشت.